# Nick Spano
Nick Spano (Oakland, 16 marzo 1976) è un attore statunitense.
Ha fatto numerose comparse in molti telefilm, ed è stato protagonista della serie tv Even Stevens, nel ruolo di Donnie, il ragazzo eccellente in ogni sport. Ha frequentato la scuola per giovani attori ed ha recitato in numerosi film tra i quali Una famiglia allo sbaraglio del 2003, Hollywood Vice (2005), Pizza My Heart (2005) e molti altri.

## Filmografia

### Cinema
- Body Shots, regia di Michael Cristofer (1999)

### Televisione
- Settimo cielo (7th Heaven) – serie TV, episodio 1x07 (1996)
- Una bionda per papà (Step by Step) – serie TV, episodio 6x23 (1996)
- Gia - Una donna oltre ogni limite (Gia) – film TV (1998)
- Melrose Place – serie TV, episodio 7x03 (1998)
- The Wayans Bros. – serie TV, episodio 5x08 (1998)
- Febbre d'amore (The Young and the Restless) – serial TV, 11 puntate (1999)
- Moesha – serie TV, episodi 3x08-5x17 (1997-2000)
- Even Stevens – serie TV, 66 episodi (2000-2003)
- Una famiglia allo sbaraglio (The Even Stevens Movie), regia di Sean McNamara – film TV (2003)
- Angel – serie TV, episodio 5x13 (2004)
- Detective Monk (Monk) – serie TV, episodio 3x09 (2004)
- Squadra Med - Il coraggio delle donne (Strong Medicine) – serie TV, episodi 5x09-5x19 (2004)
- Alias – serie TV, episodio 4x19 (2005)
- Pizza My Heart – film TV (2005)
- Over There – serie TV, episodio 1x04 (2005)
- Cold Case - Delitti irrisolti (Cold Case) – serie TV, episodio 3x19 (2006)
- Beyond the Break - Vite sull'onda (Beyond the Break) – serie TV, episodi 1x03-1x05-1x06 (2006)
- NCIS - Unità anticrimine (NCIS) – serie TV, episodio 5x07 (2007)
- Senza traccia (Without a Trace) – serie TV, episodio 7x01 (2008)

## Doppiatori italiani
Nelle versioni in italiano delle opere in cui ha recitato, Nick Spano è stato doppiato da:
- Alessandro Quarta in Una famiglia allo sbaraglio
- Stefano Valli in Detective Monk
- David Chevalier in Cold Case - Delitti irrisolti